# Josip Šentija
Josip Šentija (Brnaze, 15. ožujka 1931. – Zagreb, 29. studenoga 2020.) hrvatski novinar, publicist i leksikograf.

## Životopis
Izvjestitelj Radio-televizije Zagreb iz Rima. Po povratku u Hrvatsku, kao sudionik Hrvatskoga proljeća, postao je član Izvršnoga vijeća Sabora (1971. – 72.). Nakon gušenja pokreta smijenjen, od 1972. radio kao urednik u Leksikografskom zavodu; bio je glavni urednik Opće enciklopedije (1977. – 88.), potom prvi ravnatelj HINA-e (1990. – 91.) te savjetnik Predsjednika Republike 1991. – 92. godine.

## Nepotpun popis djela
- Ako Hrvatske bude. Zapisi iz onih godina, Školska knjiga, Zagreb, 2005., ISBN 953-0-61457-8
- Razgovori s Mikom Tripalom o Hrvatskom proljeću, Profil International, Zagreb, 2005., ISBN 953-120-147-1
- Jedna hrvatska sudbina. Priča o Vjekoslavu Prpiću ispričana njim samim na kraju puta, Školska knjiga, Zagreb, 2007., ISBN 978-953-0-61478-9
- Skandinavizacija Balkana - helvetizacija BiH: ogledi, izlaganja, komentari 1990-2000, Školska knjiga, Zagreb, 2008., ISBN 978-953-0-61269-3
- S Krležom, poslije '71.: zapisi iz leksikografskog rokovnika, 1-Masmedia, Zagreb, 2000.; 2-Školska knjiga, Zagreb, 2011.

## Vanjske poveznice
- HRT / Leksikon radija i televizije: Šentija, Josip  Arhivirana inačica izvorne stranice od 23. siječnja 2021. (Wayback Machine)
- LZMK / Hrvatska enciklopedija: Šentija, Josip